# Roberto Crocianelli
Roberto Luis Crocianelli es un político argentino perteneciente al Partido Social Patagónico (PSP) que fungió como vicegobernador de la provincia de Tierra del Fuego, Antártida e Islas del Atlántico Sur entre 2011 y 2015. Perteneció previamente al partido Afirmación para una República Igualitaria (ARI) y fue ministro de economía de la provincia durante el primer mandato de Fabiana Ríos.

## Trayectoria
Fue elegido legislador provincial para el período 2007-2011 por el partido Afirmación para una República Igualitaria (ARI), pero renunció el 23 de diciembre de 2008 para poder asumir como Ministro de Economía en el gabinete de Fabiana Ríos. Su gestión como ministro fue criticada por destinar el 90% del supuesto a salarios del sector público, considerado como sobredimensionado por la oposición provincial. El gobierno impuso además un tope de $15.000 para el salario de los jueces y legisladores de la provincia.
En las elecciones provinciales de 2011 fue compañero de fórmula de Ríos y candidato a vicegobernador, resultando ambos electos con el 50.66% en segunda vuelta para el período 2011-2015. Después de su elección fue sometido a una cirugía por dolencias gástricas, de la que se recuperó sin mayores complicaciones para asumir su cargo. En noviembre de 2012, fue acusado por un antiguo socio suyo, Silvio Faraoni, representado por el abogado Juan Ladereche, de haberlo estafado en la formación de una empresa a nombre de él y su esposa, Corina Salas, en 2005, y de tener una deuda impaga de ochenta mil pesos con él. Faraoni declaró haber sido presionado por el gobierno provincial luego de que Crociachelli accedió al ministerio de economía para que no lo denunciara.
De cara a las elecciones provinciales de 2015 y al no poder presentarse a la reelección, habiendo cumplido dos mandatos en el cargo, Ríos apoyó la candidatura de Crociarelli para la gobernación fueguina, con Patricia Blanco como compañera de fórmula. Sin embargo, en esta ocasión la elección se polarizó entre dos coaliciones compuestas por partidos nacionales, el Frente para la Victoria (FpV) y Unir Tierra del Fuego (UnirTDF), por lo que Crocianelli acabó en tercer lugar con el 5.79% de los votos válidos.